# Andersson (Mondkrater)
Andersson ist ein Einschlagkrater auf der Südhalbkugel der Mondrückseite. Er liegt knapp hinter der südwestlichen Kante des von der Erde aus sichtbaren Bereichs und kann bei günstiger Libration beobachtet werden. Er ist allerdings nur von der Seite her zu sehen. Der Krater begleitet einen niedrigen Höhenzug, der sich nach Norden zu erstreckt. Der nächstgelegene Krater von Bedeutung ist der Krater Guthnick in nordnordöstlicher Richtung.
Andersson ist schüsselförmig und weist einen kleinen zentralen Kraterboden auf. Sein Rand zeigt keine Erosionsspuren. Der Höhenunterschied zwischen Kraterwall und Boden beträgt zirka 2,61 km.
Im Jahre 1985 wurde der Krater von der IAU offiziell nach dem schwedischen Astronomen Leif Erland Andersson benannt.
Durch die Ähnlichkeit des Namens wird er leicht mit dem wesentlich größeren Krater Anderson verwechselt.